# Ель-Вальє-де-Альтоміра
Ель-Вальє-де-Альтоміра (ісп. El Valle de Altomira) — муніципалітет в Іспанії, у складі автономної спільноти Кастилія-Ла-Манча, у провінції Куенка. Населення — 326 осіб (2010).
Муніципалітет розташований на відстані близько 85 км на схід від Мадрида, 55 км на захід від Куенки.
На території муніципалітету розташовані такі населені пункти: (дані про населення за 2010 рік)
- Гарсінарро: 178 осіб
- Хабалера: 48 осіб
- Масарульєке: 100 осіб

## Демографія
Динаміка населення (INE ):